# Обоянський повіт
Обоянський повіт — адміністративно-територіальна одиниця Російського царства, Російської імперії та РРФСР. Повіт входив до складу Бєлгородської губернії (1727–1779), Курського намісництва (1779 - 1796) і Курської губернії (1796 - 1928). Повітовим центром було місто Обоянь.

## Історія
Обоянський повіт був створений у 1649 році, будучи складений із частин Путивльського, Курського, Рильського і Білгородського повітів. У XVII — початку XVIII століть Обоянський повіт керувався воєводами. У 1672 році в Обоянському повіті проживав 1251 служивий. У 1719 чоловіче однодворче населення повіту перевищувало 16,2 тис. чол..
Обоянський повіт був скасований як адміністративно-територіальна одиниця у 1708 році під час обласної реформи Петра I, Обоянь увійшла до складу Київської губернії.
У 1719 році губернії були поділені на провінції, Обоянський повіт увійшов до Білгородської провінції.
У 1727 році зі складу Київської губернії було виділено Бєлгородську губернію, що складається з Бєлгородської, Орловської та Севської провінцій. Обоянський повіт було відновлено у складі Бєлгородської провінції Бєлгородської губернії.
У 1779 році в результаті губернської реформи Катерини II Бєлгородська губернія була скасована. Обоянський повіт, межі якого було переглянуто, увійшов до складу Курського намісництва.
У 1796 році Курське намісництво було перетворено на Курську губернію. Повіти були укрупнені. До Обоянського повіту було приєднано більшу частину території скасованого Багатенського повіту (включаючи місто Багатий), а також частину території Бєлгородського повіту.
1802 року у зв'язку з розукрупненням адміністративно-територіальних одиниць кордону Обоянського повіту було переглянуто. З 1802 по 1924 рік межі Обоянського повіту існували без значних змін.
У період між 1918 і 1924 роками багаторазово переглядався склад і назви волостей і сільрад, що входили в повіт.
Ухвалою Президії ВЦВК від 12 травня 1924 року Обоянський повіт був скасований, а його територія розділена між Курським, Бєлгородським і новоствореним Борисівським повітом. Місто Обоянь увійшло до складу Курського повіту.
У 1928 році, після ліквідації Курської губернії і переходу на обласний, окружний і районний поділ, було створено Обоянський район, що увійшов до Курського округу Центрально-Чорноземної області.

## Адміністративно-територіальний поділ
У XVII столітті Обоянський повіт поділявся на 5 станів — Рудавський, Солотинський, Кам'янський, Заліський і Воробженський. До 1719 кількість станів повіту зросла до 7 — до них додалися Зоринський і Реутський. У 1890 році до складу повіту входило 11 волостей:
| № з/п | Волость       | Волосное правління | Число поселень | Населення |
| ----- | ------------- | ------------------ | -------------- | --------- |
| 1     | Бобрышевская  | с. Троїцьке        | 14             | 15828     |
| 2     | Довженська    | д. Довженково      | 16             | 14593     |
| 3     | Козацька      | сл. Козацька       | 21             | 20271     |
| 4     | Кочетівська   | с. Кочетівка       | 15             | 14061     |
| 5     | Краснянська   | с. Красне          | 21             | 12037     |
| 6     | Курасівська   | с. Курасівка       | 14             | 10967     |
| 7     | Медвенська    | сл. Медвенська     | 19             | 15173     |
| 8     | Вільшанська   | с. Вільшанка       | 21             | 16325     |
| 9     | Павлівська    | сл. Павлівка       | 12             | 13249     |
| 10    | Пенська       | сл. Пена           | 18             | 17321     |
| 11    | Рибно-Будська | с. Рибинські Буди  | 24             | 13678     |

До 1917 року волосний поділ Обоянського повіту не змінився. До 1921 року кількість волостей у повіті зросла до 14 за рахунок утворення нових: Багатинської, Довгобудівської та Вишне-Реутчанської. Кочетівська волость була перейменована на Сухо-Солотинську.

## Відомі уродженці
- Воробйов Костянтин Дмитрович — російський письменник.